# SV Germania 90 Schöneiche
Der SV Germania 90 Schöneiche ist ein brandenburgischer Sportverein aus Schöneiche bei Berlin, dessen erste Fußballmannschaft in der Brandenburg-Liga spielt.

## Geschichte

### Entwicklung im DDR-Fußball

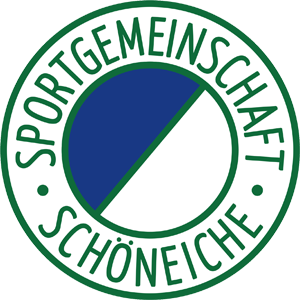
Historisches Logo der SG Schöneiche

Der erste Vorläufer von SV Germania 90 Schöneiche wurde 1894 unter dem Namen MTV Germania 1894 Kleinschönbeck-Schöneiche gegründet. Erster Sportplatz war ein Kartoffelacker samt einer Lehmgrube, in der Turngeräte aufgestellt waren.
Nach dem Zweiten Weltkrieg wird in Schöneiche die SG Schöneiche gegründet. Wie auch in anderen Orten und Städten der DDR üblich, wechselten die Vereinsnamen danach häufiger. Nachdem man nacheinander Umbenennungen in BSG Lokomotive Schöneiche, BSG Motor Friedrichshagen (1954) und BSG Motor Ostend (1956) gefolgt waren, wurde man 1957 mit anderen Betriebssportgemeinschaften zum TSC Oberschöneweide zusammengeschlossen, bei dem man bis 1958 als TSC Oberschöneweide/Ostend bzw. TSC Oberschöneweide IV spielte. Danach trat man als BSG Empor Köpenick (bis 1963), TSG Schöneiche und BSG ZBE Landbau Schöneiche (bis zum Ende der DDR) an. Größere Erfolge hatte man nur im Bereich der Leichtathletik, dort auch meist nur auf Bezirksebene. Erfolgreichste Sektion war die Sektion Federball, die 1971/1972 in der DDR-Liga spielte und mit Jörg-Detlef Wohler einen dritten Platz im Herrendoppel bei den DDR-Jugendmeisterschaften (AK 17/18) 1972 erzielte.
Die Fußballabteilung spielte im DDR-Fußball keine höherklassige Rolle, lediglich im Jahr 1956 nahm man als Motor Friedrichshagen am FDGB-Pokal teil. In diesem verlor man bereits in der ersten Qualifikationsrunde gegen Aufbau Rüdersdorf mit 1:6. 1978 stieg Landbau Schöneiche gemeinsam mit Aufbau Klosterfelde erstmals in die drittklassige Bezirksliga Frankfurt auf, die – in der Folgezeit von zwei auf eine Staffel reduziert – bis 1983 gehalten wurde. 1989 folgte noch einmal die Rückkehr in die höchste Spielklasse des Bezirks, in der Schöneiche bis zur Auflösung im Jahr 1992 verblieb.

### Entwicklung im gesamtdeutschen Fußball
Nach der Wende wurde der Verein neu gegründet und heißt nun SV Germania 90 Schöneiche. Weiterhin hatte man recht große Erfolge in der Leichtathletik auf Landesebene zu verzeichnen. Doch seit Mitte der 1990er Jahre wurde auch die Fußballabteilung zusehends erfolgreicher. 1999 wurde unter Trainer Frank Terletzki der Aufstieg in die Verbandsliga gefeiert und nach 2000 scheiterte man mehrfach nur ganz knapp am Aufstieg in die Oberliga.
Seinen bis dahin größten Erfolg konnte man 2004 unter Trainer Jürgen Piepenburg vor heimischer Kulisse mit dem Gewinn des Landespokal Brandenburg gegen den FSV Optik Rathenow feiern, der auch zur Teilnahme am DFB-Pokal in der Saison 2004/05 berechtigte. Man scheiterte nur knapp am Zweitligisten TSV 1860 München mit 1:2. Das Spiel wurde im Stadion An der Alten Försterei vom 1. FC Union Berlin ausgetragen, da der eigene Sportplatz, das Friedrich-Ludwig-Jahn-Stadion mit 2000 Stehplätzen den Ansprüchen nicht genügt hätte. Trotzdem wurde dort schon das Landespokalfinale 2002 vom Fußball-Landesverband Brandenburg ausgerichtet.
| Spielzeit | Liga (1. Herren)           | Platz (von) |
| --------- | -------------------------- | ----------- |
| 1998/99   | Landesliga ▲               | 01. (16)    |
| 1999/2000 | Verbandsliga Brandenburg   | 08. (15)    |
| 2000/01   | Verbandsliga Brandenburg   | 11. (16)    |
| 2001/02   | Verbandsliga Brandenburg   | 09. (16)    |
| 2002/03   | Verbandsliga Brandenburg   | 06. (16)    |
| 2003/04   | Verbandsliga Brandenburg   | 02. (15)    |
| 2004/05   | Verbandsliga Brandenburg   | 03. (16)    |
| 2005/06   | Verbandsliga Brandenburg ▲ | 01. (17)    |
| 2006/07   | NOFV-Oberliga              | 10. (16)    |
| 2007/08   | NOFV-Oberliga              | 11. (16)    |
| 2008/09   | NOFV-Oberliga              | 13. (16)    |
| 2009/10   | NOFV-Oberliga              | 09. (16)    |
| 2010/11   | NOFV-Oberliga              | 11. (16)    |
| 2011/12   | NOFV-Oberliga ▼            | 06. (16)    |
| 2012/13   | Brandenburg-Liga           | 07. (17)    |
| 2013/14   | Brandenburg-Liga ▲         | 01. (16)    |
| 2014/15   | NOFV-Oberliga              | 12. (16)    |
| 2015/16   | NOFV-Oberliga              | 08. (16)    |
| 2016/17   | NOFV-Oberliga ▼            | 15. (16)    |
| 2017/18   | Landesliga                 | 05. (16)    |
| 2018/19   | Landesliga                 | 07. (16)    |
| 2019/20   | Landesliga                 | 10. (16)    |
| 2020/21   | Landesliga                 | 01. (17)    |
| 2021/22   | Landesliga ▲               | 01. (16)    |
| 2022/23   | Brandenburg-Liga           | 04. (16)    |
| 2023/24   | Brandenburg-Liga           | 11. (17)    |
| 2024/25   | Brandenburg-Liga           | 07. (16)    |
| 2025/26   | Brandenburg-Liga           |             |

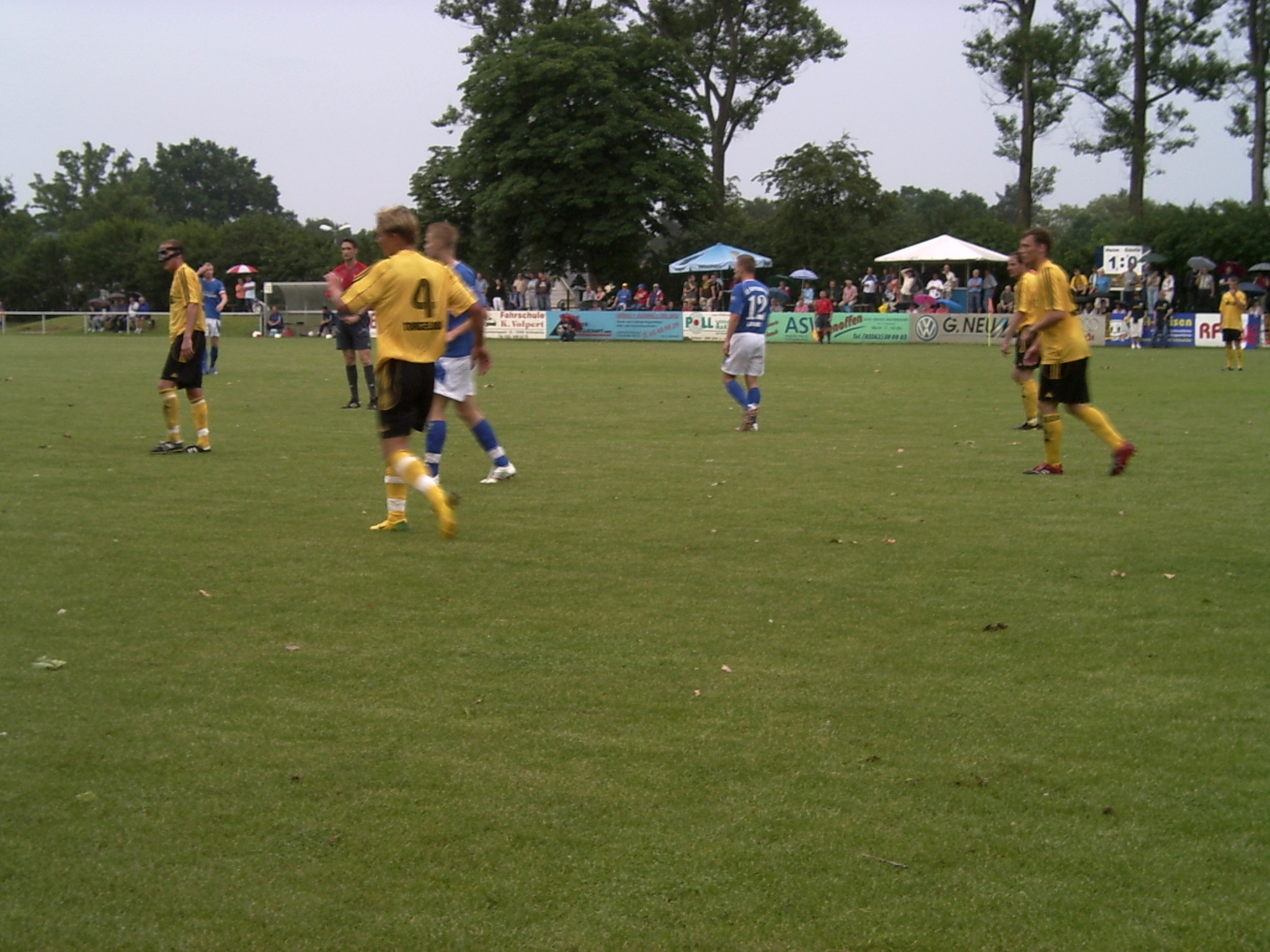
Oberligaspiel Germania 90 Schöneiche (blau-weiß) - Torgelower SV Greif (gelb-schwarz) am 30. und letzten Spieltag (27. Mai) der Saison 2006/07 im Jahn-Stadion in Schöneiche, Endstand 1:0

Übertroffen wurde der Landespokalsieg in der Saison 2005/06, als Germania unter Trainer Jens Härtel der Aufstieg in die Oberliga gelang. Man konnte sich mit drei Punkten Vorsprung gegen den Dauerrivalen SV Altlüdersdorf durchsetzen. Seit ihrem gemeinsamen Aufstieg in die Verbandsliga verlief der Aufstieg beider Vereine nahezu synchron. In der abgelaufenen Saison belegten beide Teams fast über die komplette Saison die ersten beiden Plätze. Altlüdersdorf hatte beinahe über die ganze Saison die Spitzenposition inne, wurde von den Schöneichern jedoch wenige Spieltage vor Schluss vom ersten Platz verdrängt. Schöneiche konnte größere Namen wie den FSV Optik Rathenow, Schwarz-Rot Neustadt/Dosse, die Frankfurter FC Viktoria, FSV 63 Luckenwalde, den Eisenhüttenstädter FC Stahl, Union Fürstenwalde und den FC Stahl Brandenburg hinter sich lassen. Dieser Erfolg war vor allem dadurch möglich, dass Sponsoren auswärtige Spieler und Trainer finanzierten. Spieler der eigenen Jugendabteilungen sahen hingegen keine Perspektive im Verein und wanderten in die Vereine der umliegenden Gemeinden (Rüdersdorf, Herzfelde, Woltersdorf, Erkner, Neuenhagen) ab oder heuerten bei Freizeitmannschaften (z. B. Füße Gottes oder SPM Schöneiche in der Union-Liga) an.
In seiner ersten Oberligahinrunde der Vereinsgeschichte in der Saison 2006/07 belegte Germania Schöneiche einen respektablen 13. Platz, noch vor einem so renommierten Verein wie dem einstigen DDR-Rekordmeister BFC Dynamo. Das Schöneicher Team schaffte dabei das Kuriosum, mit nur sechs geschossenen Toren 14 Punkte zu erreichen. Dies war vor allem der starken Abwehrleistung und der fast fehlerfreien Hintermannschaft um die Routiniers Ronny Huppert und Tom Persich sowie Torwart Thoralf Stein zu verdanken. Schon am 29. und damit vorletzten Spieltag konnte Schöneiche trotz einer Niederlage den Klassenerhalt feiern. Der Verein wurde somit am Ende als Zehnter nach Energie Cottbus in der 1. Bundesliga und den Vereinen SV Babelsberg 03 und Ludwigsfelder FC viertbester Verein des Landes Brandenburg in der Saison 2006/07. In der Saison 2006/07 spielte der SV Germania 90 Schöneiche in 30 Begegnungen 14-mal unentschieden, hinzu kamen bei einem Torverhältnis von 17:27 sieben Siege und neun Niederlagen.
Die zweite Oberligasaison verlief ähnlich. Da durch den Rückzug des SV Yeşilyurt Berlin recht schnell ein Absteiger aus der Liga fest stand und es weitere Absteiger aufgrund der Ligareform 2008 nicht gab, spielte Schöneiche unbeschwert und ohne jeden Druck. Unter dem neuen Trainer Meik Gottschalk stand die Abwehr trotz der Routiniers Huppert und Persich nicht mehr ganz so sicher. 52 Tore wurden kassiert, doch mit 26 auch mehr erzielt. Mit sieben Siegen und 13 Niederlagen in 28 Spielen gewann das Team 29 Punkte und belegte mit Rang elf einen um eine Position schlechteren Platz.

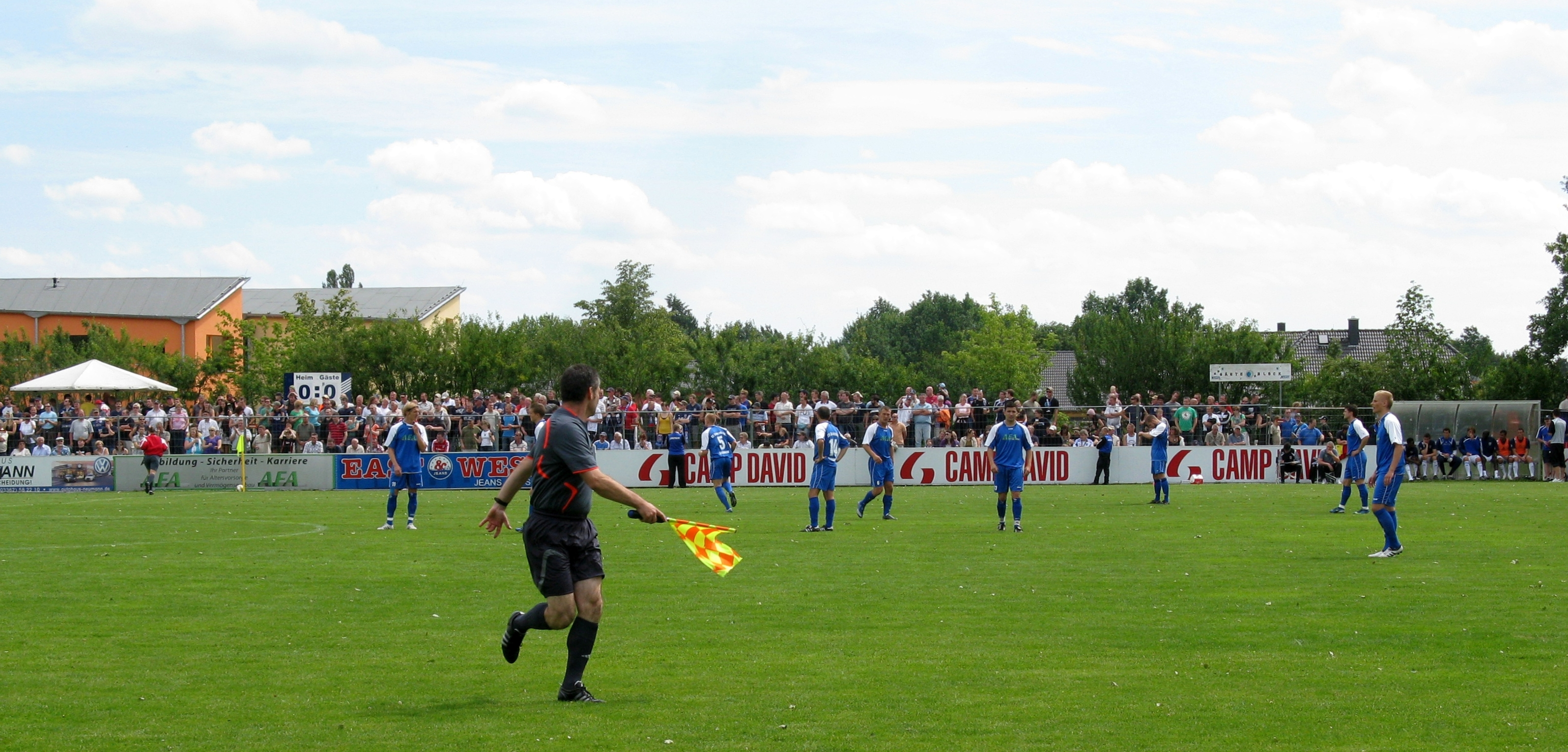
Brandenburgisches Landespokalfinale 2009: Die Germanen kurz vor dem Anstoß

Neuer Trainer zur Saison 2008/09 wurde Dirk Berger, der bis dahin Trainer der A-Junioren von Union Berlin war. Mit ihm wechselten mehrere Talente der Mannschaft nach Schöneiche. Daneben kam der frühere Bundesligaspieler Steffen Baumgart in den Verein, der jedoch nur eine begrenzte Anzahl von Spielen bestritt. Meik Gottschalk wechselte vom Cheftrainer- auf den Co-Trainerposten. Mit einem Versicherungsunternehmen aus Cottbus wurde zudem ein neuer Hauptsponsor für zwei Jahre gefunden. Der Sponsorenbeitrag wird auf einen sechsstelligen Betrag geschätzt. Die Saison verlief für die Germania schwierig. Stand man nach den 15 Spielen der Hinrunde noch auf Rang sechs mit 23 Punkten, verlief die Rückrunde schwach. Der Verein holte nur 14 Punkte und belegte in der Tabelle den letzten Nichtabstiegsplatz, den man am letzten Spieltag mit einem Sieg beim schon abgestiegenen BFC Preussen sicherte. Problematisch war zudem die hohe Leistungsdichte in der Liga, Schöneiche entging dem Abstieg nur knapp, obwohl 37 Punkte in 30 Spielen gewonnen wurden, elf Siegen nur 15 Niederlagen gegenüberstanden und ein Torverhältnis von −5 erreicht wurde. Im Landespokal erreichte man das Finale gegen den Regionalligisten SV Babelsberg 03, es wurde wieder im heimischen Jahn-Stadion durchgeführt und mit 0:1 verloren.
Obwohl die Saison 2009/10 zunächst weniger erfolgreich verlief und lange Zeit mit dem Abstiegskampf verbunden war, erreichte Schöneiche am Saisonende nach einem erfolgreichen Schlussspurt mit dem neunten Platz sein bis dato bestes Oberliga-Resultat. Dabei wurde unter anderem der zehnmalige DDR-Meister und Staffel-Zweite BFC Dynamo auf dem heimischen Platz 3:1 geschlagen. Die Hoffnung, erneut das Landespokalfinale zu erreichen, erfüllte sich nicht, die Germanen unterlagen im Viertelfinale der mit vielen Spielern der ersten Mannschaft, die schon aus dem Wettbewerb ausgeschieden war, verstärkten Vertretung des SV Babelsberg 03. In der Saison 2010/11 belegte Germania in der Oberliga den elften Tabellenplatz. Nachdem der Verein einen Großteil der Saison in der Nähe der Abstiegsplätze rangierte, konnte er sich gegen Ende der Saison nach einer guten Phase absetzen und letztlich einen sicheren Platz im unteren Mittelfeld belegen.
Zur besten Saison in der Vereinsgeschichte wurde für Germania 90 die Saison 2011/12, obwohl nach den Abgängen von Tom Persich und Marco Gebhardt erstmals seit Jahren abgesehen von Ersatztorhüter Michael Hinz und Christian Siemund, die beide in der 3. Liga zum Einsatz gekommen waren, keine ehemaligen deutschen Profis im Kader standen. Zum einen setzte der Verein seine Strategie fort, vermehrt jugendliche Spieler aus dem Berliner Raum einzubinden. Darüber hinaus wurden aber auch verstärkt ausländische Spieler ins Team geholt. So kamen aus der tschechischen Gambrinus Liga Miloslav Kousal und der UEFA-Pokal-erfahrene Michal Doležal, zudem der Kameruner Richard Bohomo Etiege, der schon in Belarus Erstligaerfahrungen sammeln konnte. Von Beginn an hielt die Mannschaft Anschluss an die Spitzengruppe, zu der sie erst nach und nach im Laufe der Saison den Kontakt verlor. Trotz der guten Saison konnte der erstrebte Aufstieg in die Regionalliga um einen Rang nicht realisiert werden. Zur Spielzeit 2011/12 zog sich die Germania auf Grund finanzieller Anforderungen freiwillig aus der Oberliga Nordost zurück, neue Spielklasse ist die Brandenburg-Liga. Die zweite Mannschaft konnte unter ihrem Spielertrainer Persich, erstmals den Aufstieg in die Landesliga schaffen. Wegen des Rückzugs der ersten Mannschaft wird die zweite den Aufstieg jedoch nicht wahrnehmen, in Zukunft aber als Kader der ersten Mannschaft antreten. In der Winterpause der Saison 2011/12 wechselte Bastian Hohmann zum CD Feirense in die Primeira Liga. Hohmann ist damit der erste Fußballspieler, der von Schöneiche kommend in den Profibereich wechselte. Ein halbes Jahr später wurde auch der US-Amerikaner Jacob Wilson von CD Feirense verpflichtet.
Nach zwei Saisonen in der Brandenburg-Liga schaffte Schöneiche 2014 als Tabellenerster den Wiederaufstieg in die Oberliga. In der ersten Saison konnte man als 12. von 16 Teams recht unproblematisch die Klasse halten. Ein Jahr später hatte mal als Achter schon ein nahezu ausgeglichenes Punktekonto. Nachdem Jens Rocho und Jens Wiedenhöft im März 2017 in den Vorstand des Vereins gewählt wurden und damit wieder ein rein ehrenamtliches Gremium den Verein führte, wurde die Mannschaft zum Saisonende – die Saison schloss man als Vorletzte ab, was einen Verbleib in der Oberliga bedeutet hätte – aus der Oberliga zurückgezogen. Nach Angaben des neuen Vorstandes wäre ein ehrenamtlicher Vorstand nicht in der Lage die Bedingungen die sportlich mit einem Verbleib in der Oberliga einher gingen, zu erfüllen. Schon länger waren im Verein gegensätzliche Strömungen zu spüren, wobei Vertreter des Spitzen- und Breitensports um Einfluss und die vornehmliche Ausrichtung des Vereins kämpften. Nachdem man zunächst beiden Strömungen gerecht werden wollte, entschloss man sich dennoch überraschend im Mai 2017 drei Spieltage vor Saisonschluss zum Rückzug der ersten Mannschaft. Ab der Spielzeit 2017/18 trat die erste Mannschaft in der siebtklassigen Landesliga an. In der Saison 2021/22 wurde Germania Meister seiner Landesligastaffel und nahm den damit verbundenen Aufstieg in die Brandenburg-Liga wahr, in der man sich in der Folgesaison 2022/23 als Tabellenvierter etablierte.
Seit der Saison 2018/19 trägt die heimischen Spielstätte den Namen Autoservice Müller ARENA, benannt nach einem Sponsor, der die Namensrechte erworben hat.

## Bekannte ehemalige Spieler
- Steffen Baumgart
- Uwe Borchardt
- Sven Christians
- Michal Doležal
- Richard Bohomo Etiege
- Marco Gebhardt
- Jens Härtel
- Lutz Hendel
- Michael Hinz
- Bastian Hohmann
- Francisco Javier „Kiko“ Insa Bohigues
- Ingo Kimmritz
- Miloslav Kousal
- Frank Pastor
- Tom Persich
- Shane Recklet
- Jörg Schwanke
- Christian Siemund
- Jacob Wilson
- Jan Zich
- Jens-Uwe Zöphel

## Trainer
- Jürgen Wiese
- Frank Terletzki (1. Juli 1996 – 30. Juni 2000)
- Henry Häusler (1. Juli 2000 – 31. Dezember 2001)
- Jürgen Piepenburg (1. Januar 2001 – 30. April 2005)
- Jens Härtel (1. Mai 2005 – 7. Oktober 2007)
- Dirk Berger (8. Oktober 2007 – 30. Juni 2012)
- Tom Persich (1. Juli 2012 – 30. Juni 2015)
- Sebastian König (1. Juli 2015 – 30. Juni 2016)
- Dirk Bastian (1. Juli 2016 – 27. September 2016)
- Ronny Huppert (28. September 2016 – 6. November 2016)
- Stefan Gill und Franz Fitkau (7. November 2016 – 31. Dezember 2016)
- Christian Gehrke (1. Januar 2017 – 30. Juni 2017) (Co-Trainer: Dmitrij Birjukow; Torwarttrainer: Wolfgang Gehrke)[5]
- René Kanow (1. Juli 2017 – 2023)
- Matthias Schönknecht (seit 2023)